# Lærke Larsen
Lærke Sirii Vincent From Larsen, kendt som Lærke Larsen (født 21. april 1978) er en dansk military-udøver, der er fem gange dansk mester i .

## Baggrund
Hun er opvokset i Nordjylland ved Jammerbugt kommune på hendes far og træner Finn Larsens gård, nu kendt som Klithuse Military Klub (KMK) og stutteri. 
Lærke Larsen har en bachelor i sociologi fra Aalborg Universitet.

## Karriere
Finn Larsen har avlet hesten Bror Bally, som blev den første hingst, som Dansk Varmbold kårede på præstationer. Hun fik sin første pomy Buster som syvårig. Hoppen Bad Bally (et føl af Bror Bally) købte Larsen af familien, da hun var 13 og red hende i de næste 11 år. Med Bad Bally vandt hun fem danske mesterskaber, EM-sølv som 15-årig og NM-guld samt flere internationale sejre. Bad Bally blev dog senere for gammel, hvilket blandt andet var grunden til, at hun vandt færre titler mellem 2000 og 2006. Ved DM i 2006 vandt hun atter DM i military, som hun vandt med sin nye hest Calypso Sun.
I 2000 modtag Lærke Gunner Nu fondens legat for at være en ambassadør for sporten og kommende talent.[kilde mangler] I tiden omkring 2007 holdt et brækket hende ude af sporten i næsten et år.
I sensommeren 2009 flyttede Lærke Larsen til København. Samtidig startede hun Calypso Sun ved EM i Fontainebleau.

## Titler

### Junior
- 1 gange dansk mester[1]

### Senior
- DM i military: 1997,[1] 1998,[1] 1999,[1] 2000,[4][6] 2006[4]

## Anden virke
Hun skriver for Hest-Online.